# Sèrie GeForce 20
La sèrie GeForce 20 és una família d'unitats de processament gràfic desenvolupada per Nvidia. Servint com a successor de la sèrie GeForce 10, la línia va començar a enviar-se el 20 de setembre de 2018, i després de diverses edicions, el 2 de juliol de 2019, es va anunciar la línia de targetes GeForce RTX Super.
La sèrie 20 va marcar la introducció de la microarquitectura Turing de Nvidia, i la primera generació de targetes RTX, la primera de la indústria a implementar el rastreig de raigs de maquinari en temps real en un producte de consum. En una desviació de l'estratègia habitual de Nvidia, la sèrie 20 no té una gamma de nivell d'entrada, deixant-se a la sèrie 16 per cobrir aquest segment del mercat.
Aquestes targetes són succeïdes per la sèrie GeForce 30, impulsada per la microarquitectura Ampere, que es va llançar per primera vegada el 2020.

## Història
El 14 d'agost de 2018, Nvidia va anunciar l'anunci de la primera targeta de la sèrie 20, la GeForce RTX 2080, poc després d'introduir l'arquitectura Turing a SIGGRAPH a principis d'aquest any. La sèrie GeForce 20 es va anunciar finalment a la Gamescom el 20 d'agost de 2018, convertint-se en la primera línia de targetes gràfiques "dissenyades per gestionar el traçat de raigs en temps real" gràcies a la "inclusió de nuclis de tensor i RT dedicats".
L'agost de 2018, es va informar que Nvidia havia marcat com a noms GeForce RTX i Quadro RTX.

## Arquitectura
La sèrie RTX 20 es basa en la microarquitectura Turing i inclou traçat de raigs de maquinari en temps real. Les targetes es fabriquen amb un 14 optimitzat nm node de TSMC, anomenat 12 nm FinFET NVIDIA (FFN). Les noves característiques d'exemple a Turing incloïen shaders de malla, nuclis de traçat de raigs (RT) (acceleració de la jerarquia de volum delimitant), nuclis de tensor (AI), nuclis enters dedicats (INT) per a l'execució simultània de nombres enters i operacions de coma flotant. A la sèrie GeForce 20, aquest traçat de raigs en temps real s'accelera mitjançant l'ús de nous nuclis RT, que estan dissenyats per processar arbres quadtrees i jerarquies esfèriques, i accelerar les proves de col·lisió amb triangles individuals.
El traçat de raigs realitzat pels nuclis RT es pot utilitzar per produir efectes com ara reflexos, refraccions, ombres, profunditat de camp, dispersió de la llum i càustics, substituint les tècniques tradicionals de trama com ara mapes de cubs i mapes de profunditat. Notes: en lloc de substituir completament la rasterització, però, el traçat de raigs s'ofereix en un model híbrid, en el qual la informació recollida del traçat de raigs es pot utilitzar per augmentar l'ombrejat rasteritzat per obtenir resultats més realistes.
Els nuclis de tensor de segona generació (succeïts als de Volta) treballen en cooperació amb els nuclis RT, i les seves característiques d'IA s'utilitzen principalment amb dos objectius: en primer lloc, eliminar el soroll d'una imatge parcialment traçada per raigs omplint els espais en blanc entre els raigs llançats; També una altra aplicació dels nuclis de Tensor és DLSS (deep learning super-sampling), un nou mètode per substituir l'antialiasing, mitjançant la generació artificial de detalls per augmentar la imatge renderitzada a una resolució més alta. Els nuclis de Tensor apliquen models d'aprenentatge profund (per exemple, un model de millora de la resolució d'imatge) que es construeixen mitjançant superordinadors. El problema a resoldre s'analitza al superordinador, al qual s'ensenya amb l'exemple quins resultats es volen. Aleshores, el superordinador emet un model que després s'executa als nuclis Tensor del consumidor. Aquests mètodes s'entreguen als consumidors com a part dels controladors de les targetes.
Nvidia segrega les matrius de la GPU per a Turing en variants A i no A, que s'afegeix o s'exclou a la part de centenars del nom de codi de la GPU. Les variants que no són A no poden ser overclockejades de fàbrica, mentre que les variants A sí.
La sèrie GeForce 20 es va llançar amb xips de memòria GDDR6 de Micron Technology. Tanmateix, a causa d'errors reportats amb els models de llançament, Nvidia va passar a utilitzar xips de memòria GDDR6 de Samsung Electronics el novembre de 2018.

## Productes
Totes les targetes de la sèrie tenen una interfície PCIe 3.0 x16, que la connecta a la CPU, fabricada amb un procés de 12 nm FinFET de TSMC i utilitza memòria GDDR6 (inicialment xips Micron al llançament, i posteriorment xips Samsung a partir del novembre de 2018).